# 中高年のためのらくらくデジタル塾
中高年のためのらくらくデジタル塾（ちゅうこうねんのためのらくらくデジタルじゅく）は、NHK教育テレビジョン（現・Eテレ）で2011年3月29日から2012年3月27日まで火曜日21:30 - 21:55（日本標準時）に放送された教養番組である。文字多重放送を実施。

## 概要
2010年度に放送された『中高年のためのらくらくパソコン塾』の発展型として、前々年度まで放送された『趣味悠々』からの流れも汲み、パソコンの使い方・楽しみ方に加え、デジタル機器の使い方・楽しみ方に関しても様々な角度から紹介。開始から半年間は2か月ごとに、半年後の2011年10月から終了までは3か月ごとにテーマを決めて、その使い方・楽しみ方をわかりやすく伝授する内容になっている。

## 内容
- 第1シリーズ「一挙両得!パソコン・デジタルカメラ超!入門」（4・5月）
  - これからパソコン・デジタルカメラを使い始める初心者のために、デジタルカメラの撮影術を学びつつ、パソコンの使い方も学ぶ。
- 第2シリーズ「もう怖くない!デジタル機器」（6・7月）
  - この期間内に、東日本大震災（東北地方太平洋沖地震）で被災した3県（岩手・宮城・福島）を除き、地デジ完全移行となることから、初回・2回目では地デジの準備・楽しみ方について取り上げた。その後は、タブレット端末や最終シリーズでも取り上げるスマートフォンについても紹介。
- 第3シリーズ「デジタル一眼レフで今森光彦と美しいにっぽんを撮る」（8・9月）
  - このシリーズのみオールロケで行われた。デジタル一眼レフカメラでの撮影術を学ぶ。
- 第4シリーズ「年賀状も自由自在デジタル写真徹底活用法」（10 - 12月）
  - 年末の年賀状作成にも役立つ、デジタル写真の活用法・整理の方法について紹介。
- 第5（最終）シリーズ「いろいろ見られるたっぷり聞けるスマホも使える!パソコンとことん活用術」（2012年1月 - 3月）
  - 第2シリーズでも取り上げたスマートフォンの使い方について学ぶのと同時に、パソコンやスマートフォンやパソコンで音楽・ラジオの聴き方、購入の仕方についても学ぶ。

## 出演者
進行・生徒役
- 渡辺正行
- 奈美悦子

講師
- 岡嶋裕史（関東学院大学経済学部准教授、第1・4・最終シリーズ）
- 中村伊知哉（慶応義塾大学教授、第2シリーズ）
- 今森光彦（写真家、第3シリーズ）

ナレーター
- 多比良健

## 放送時間
時刻は全て日本標準時、放送波は全て教育テレビ（現・Eテレ）。
本放送
- 火曜日 21:30 - 21:55

再放送（本放送の翌週）
- 火曜日 11:30 - 11:55
- 木曜日 5:10 - 5:35

## テキスト
全シリーズテキスト化されており、NHK出版から発売されている。